# Сергей Шойгу
Сергей Кужугетович Шойгу (на руски: Серге́й Кужуге́тович Шойгу́; на тувински: Сергей Күжүгет оглу Шойгу) е руски политик и генерал на армията във въоръжените сили на Русия, който служи като министър на отбраната на Русия и като директор на Съвета на министрите на отбраната на ОНД от 2012 г до 2024 година. Преди това Шойгу е министър на извънредните ситуации от 1991 до 2012 г. и за кратко служи като губернатор на Московска област през 2012 г.

## Ранен живот и образование
Сергей Шойгу е роден на 21 май 1955 г. в град Чадан, тогава в Тувинска автономна област в границите на РСФСР и съответно СССР. Баща му Кужугет Шойгу е тувинец, който работи като редактор на местния вестник. Майка му Александра Кудрявцева е рускиня, а по професия е зоотехник. Завършва първо училище в Кизил. Пропуска военната си служба.
През 1977 г. Шойгу завършва Красноярския политехнически институт със специалност строително инженерство. След това работи по строителни проекти из страната в продължение на около десетилетие, израствайки в кариерата си. През 1988 г. Шойгу става функционер на клона на КПСС в Абакан, а след това и на Комсомола за няколко години. През 1990 г. се премества в Москва, където е назначен за заместник-директор на Държавния комитет по архитектура и строителство на Руската федерация.

## Министър на извънредните ситуации
През 1991 г. Шойгу е назначен за ръководител на Спасителния корпус, на който по-късно са възложени допълнителни отговорности и е преименуван на Министерство на извънредните ситуации, което на практика превръща Шойгу в министър. През 1999 г. става един от лидерите на проправителствената пария Единство.

## Губернатор на Московска област
През март 2012 г. той е обявен за един от потенциалните кандидати за губернатор на Московска област. На 5 април 2012 г. е избран от Московската областна дума за 3-ти губернатор на Московска област. Заема тази длъжност от 11 май до 6 ноември 2012 г.

## Министър на отбраната
На 6 ноември 2012 г. Шойгу е назначен за министър на отбраната, когато Путин премахва своя дългогодишен съюзник Анатолий Сердюков. Според някои експерти, така наречената „Петербургска група“ силовики, съставена от Сергей Иванов, Сергей Чемезов и Виктор Иванов, пожелава някой от сътрудниците ѝ да заеме мястото на Сердюков в министерството на отбраната. Путин не желае да ги подсилва, затова избира неутралната фигура Шойгу.
На 7 декември 2012 г. министърът решава да възроди традицията на Деветомайския парад да участват кадети в училищна възраст. През юли 2013 г. нарежда на командирите да започват всяка сутрин в казармата с изпълнение на руския химн и да съставят задължителен военно-патриотичен списък за четене на книги. През август същата година той нарежда обличането на всички цивилни служители в министерството на отбраната с „офис костюми“.
На 26 февруари 2014 г. Шойгу заявява, че Русия планира да подпише споразумения с Виетнам, Куба, Венецуела, Никарагуа, Сейшелите, Сингапур и още няколко държави, по силата на които те да приемат руски постоянни военни бази или станции за зареждане на самолети на териториите си.
През юли 2014 г. Украйна открива наказателно дело срещу Шойгу по обвинение в подпомагане за съставяне на „незаконни военни групировки“ в източната част на Украйна, които по това време се сражават срещу украинската армия.
По инициатива на Шойгу са създадени арктически войски, които да гарантират сигурността на руския арктически регион. На 2 октомври 2015 г. в Сочи, на фона на Руската военна интервенция в Сирия, президентът Владимир Путин изказва големи благодарности към работата на министерството на отбрана.
На 24 април 2017 г. с тайна заповед министърът на отбраната Шойгу забранява на лицата от женски пол да заемат военни длъжности. Когато въпросът е повдигнат в съда от 5 момичета от Толиати през 2018 г., защитата в съда определя техните действия като „агресивен феминизъм“.
На 19 юни 2021 г. е предложен от В. В. Путин във федералната част на избирателния списък от партията „Единна Русия“; впоследствие предложението е прието от партийния конгрес.
На 21 януари 2020 г. след оставката на правителството на Дмитрий Медведев е преназначен на поста министър на отбраната в кабинета на Михаил Мишустин.

## Звания
- 1977 г. – лейтенант от резерва (след завършване на Красноярския политехнически институт, учи във военния отдел при него)
- 1993 г. – генерал-майор (26 април)
- 1995 г. – генерал-лейтенант (5 май)
- 1998 г. – генерал-полковник (8 декември)
- 2003 г. – армейски генерал (7 май)

## Собственост и доходи
Според отчета за доходите през 2019 г. Сергей Шойгу е спечелил 12,6 милиона рубли (през 2016-2018 г. приходите му са варирали около 10-11 милиона рубли). Доходите на съпругата му Ирина Шойгу през 2018 г. възлизат на 10,9 милиона рубли (през 2017 г. - 6,3 милиона).
Сергей Шойгу притежава два парцела с площ 2807 m² и 17 193 m², жилищна сграда (1240,4 m²), апартамент (56,8 m²), гараж (133,7 m²) и работилница (153,4 m²).